# Kriegsausschuss für Konsumenteninteressen
Der Kriegsausschuss für Konsumenteninteressen (KAKI) wurde 1914 als Interessenvertretung der deutschen Verbraucher während des Ersten Weltkrieges gegründet. 

## Entstehung
Bereits im November 1914 begann sich der Kriegsausschuss für Konsumenteninteressen zu bilden. Für eine derartige Organisation hatten sich schon zuvor Hellmut von Gerlach als Herausgeber der Welt am Montag und Waldemar Zimmermann vom Büro für Sozialpolitik eingesetzt. Von verschiedenen Organisationen wurde eine Zusammenfassung der Konsumenten angesichts der bereits eingesetzten Preissteigerungen begrüßt. Es war zu befürchten, dass im Zuge der Höchstspreisdebatte die Interessen der Käufer im Gegensatz zu denen des Handels und der Landwirtschaft untergehen könnten. Zwar hatten auch bisher schon Gewerkschaften, Berufsverbände und Sozialdemokraten Interessen der Verbraucher vertreten, aber im Gegensatz zu den einflussreichen Verbänden der Landwirte, des Handels und der Industrie gab es keinen starken Verband, der sich ausschließlich den Konsumenten widmete. 
Zur Vorbereitung einer Verbandsgründung bildete sich ein vorbereitender Ausschuss. Dem gehörten an: Gertrud Bäumer (Bund Deutscher Frauenvereine), Ilse Müller-Oestreich (Deutscher Käuferbund), Anton Höfle (Deutscher Technikerverband), Erich Jacubeit (Bund der Festbesoldeten) sowie Karl Breitkopf (Deutschnationaler Handlungsgehilfen-Verband). Dieser schickte im Dezember 1914 an etwa siebzig Verbände einen Aufruf zur Gründung einer „Kriegszentrale für Konsumenteninteressen.“ Diese sollte die Verbraucher über eine sparsame Verwendung vorhandener Lebensmittel aufklären. Außerdem sollte auf eine „vernünftige Verteilung“ der Vorräte und die Verhinderung überzogener durch Spekulationen hervorgerufenen Preissteigerungen gedrungen werden. Darüber hinaus sollte der neue Verband die Interessen der Verbraucher gegenüber dem Gesetzgeber wahren. 
Die eigentliche Gründung erfolgte am 6. Dezember 1914. Schon wenige Tage später hatten sich dem Ausschuss fünfunddreißig Verbände angeschlossen. Diese vertraten etwa 6 Millionen Mitglieder. Neben den Dachorganisationen der Arbeiter, Angestellter und Beamten der verschiedenen weltanschaulichen Ausrichtungen waren Verbände von Frauen, bestehende Verbraucher- und Mieterorganisationen sowie einiger weiterer Vereinigungen vertreten.

## Organisation
Die eigentliche Leitung wurde durch einen geschäftsführenden Vorstand wahrgenommen. Dieser wurde von Waldemar Zimmermann geleitet. Es bestanden sieben Dezernate. Sie waren zuständig für Warenwucher, gesetzliche Maßnahmen, Arbeitswucher, Mietwucher, Presse, Organisation und Geschäftsführung. Es bestand auch ein Gesamtvorstand, der aber hauptsächlich zum Austarieren der unterschiedlichen Interessen der Mitgliedsverbände diente. 
Seit März 1916 gab der Ausschuss als Sprachrohr die „Rundschau der deutschen Verbraucherbewegung“ heraus. Nach dem Zusammenschluss 1917 mit dem „Organ für Preisprüfung“ nannte sich das Blatt: „Rundschau der deutschen Verbraucherbewegung und Mitteilung für Preisprüfung.“ Daneben existierte als Pressekorrespondenz erschien zwei Mal in der Woche die „Verbraucherwirtschaft im Kriege.“

## Tätigkeit
Neben der zentralen Ebene gab es Bezirks- und Ortsausschüsse. Die Ebene der Bezirke entsprach den Gebieten der stellvertretenden Generalkommandos. Auf regionaler Ebene wurden Preise, Mieten und andere Kosten überwacht und statistisches Material über Preise, Rationen und die örtliche Lebenshaltung gesammelt. Vertreter des Ausschusses saßen in den örtlichen Lebensmittelausschüssen und Preisprüfungsstellen. Der Ausschuss organisierte Überwachungsausschüsse zur Einhaltung der verordneten Höchstpreise. Es wurden die Namen der Geschäfte öffentlich bekannt gegeben, die sich über die Bestimmungen hinwegsetzten. Daneben gab es auch Empfehlungen für Geschäfte, die sich vorbildlich verhielten.
Zum ersten Mal Ende 1914 wandte sich der Zentralausschuss an die Öffentlichkeit und warnte mit Blick auf die weniger wohlhabenden Familien vor einer geplanten massiven Erhöhung des Brotpreises. Stattdessen setzte er sich für das System der Brotmarken ein. Daneben betrieb man Aufklärung zum richtigen Konsumverhalten während des Krieges und organisierte entsprechende Kochkurse. Außerdem setzte sich der Ausschuss für genossenschaftliche Zusammenschlüsse zwischen Verbänden von Lebensmittelproduzenten und Konsumgenossenschaften ein und förderte die Gründung von Kriegsküchen. Von großer wissenschaftlicher Bedeutung ist das vom Verbraucherausschuss gesammelte statistische Material zur Veränderung der Lebenshaltung der Bevölkerung während des Krieges. Im Zuge des Ausweitung der öffentlichen Lebensmittelbewirtschaftung nahm der Umfang der Tätigkeit des Verbandes in Lebensmittelverteilungs- und Preisprüfungsstellen zu. 
Im Juni 1915 hielt der Ausschuss die erste „Kriegstagung der Verbraucher“ ab. Den Rechenschaftsbericht trug der sozialdemokratische Reichstagsabgeordnete und Mitglied im Vorstand des Verbraucherausschusses Robert Schmidt vor. Danach waren zu diesem Zeitpunkt etwa 60 Verbände mit sieben Millionen Mitglieder organisiert. Einige Verbände schlossen sich zwar nicht dem Zentralverband an, arbeiteten aber auf Bezirks- und Ortsebene mit. Der Verband wandte sich gegen den Verdacht, eine gegen den Mittelstand und die Landwirtschaft gerichtete Organisation zu sein. Johann Giesberts, Vorsitzender der Christlichen Gewerkschaften, meinte allerdings, dass Produktion und Handel „um des Verbraucher willen“ daseien und nicht umgekehrt, dass die „Verbraucher als bloße Tributpflichtige des Handels weiter wie bisher behandelt“ werden dürften. 
Mit der Zunahme der zentralen öffentlichen Bewirtschaftung der meisten Lebensmittel wurde die Arbeit auf regionaler und lokaler Ebene immer wichtiger. Dort konnten noch am ehesten die Interessen der Verbraucher wahrgenommen werden. Auf Reichsebene konnte sich der Ausschuss dagegen häufig nicht gegenüber den Organisationen von Handel und Landwirtschaft durchsetzen. Als Vertretung der Verbraucherinteressen wurden analog zu den Handwerks-, Handels- und Landwirtschaftskammern vergeblich Verbraucherkammern gefordert. Eine letzte Tagung fand während des Krieges im April 1918 statt. Auch dort ging es um die Forderung nach Umwandlung des Ausschusses in eine öffentlich-rechtliche Körperschaft. In der Nachkriegszeit hatte der Verband zumindest auf regionaler Ebene Erfolg, als für die Provinz Westfalen eine Verbraucherkammer gegründet wurde.